# Богослужебный устав
Богослуже́бный уста́в — совокупность указаний, определяющих структуру и порядок православных богослужений и их сочетаний на все дни года. Книга, в которой устав записан, называется «Типико́н» (греч. Τυπικόν от τύπος — образец, устав).
Славянский Типикон, сложившийся в своём современном виде к концу XVII века на основе Иерусалимского устава, принят в Русской и некоторых других православных церквях. Вплоть до XIV века в Киевской митрополии действовал Студийский устав.

## Разновидности уставов

### Студийский устав
Студийский устав — составлен преподобным Феодором Студитом, настоятелем Студийского монастыря в Константинополе. Был введён на Руси преподобным Феодосием Печерским и оставался в употреблении Русской церкви вплоть до XIV века, когда был заменён Иерусалимским, получившим к тому времени распространение на Востоке.

### Иерусалимский устав
Иерусалимский устав — принят в 524 году в лавре преподобного Саввы Освященного, близ Иерусалима. Был введён в общежительных обителях всей Палестины, откуда распространился по всему Православному Востоку. На Руси появился в широком употреблении со времени митрополита Киевского Киприана. Иерусалимский устав не связан напрямую с древним иерусалимским богослужением, но есть сделанная в Палестине переработка первоначальной и малоазийской редакции Студийского синаксаря.

### Другие уставы
Широкое распространение получили также новая редакция Устава Великой церкви (Византийского), осуществлённая в XIX веке и предназначенная для приходского богослужения (распространена в церквях греческой традиции и в Болгарской церкви).

## Богослужебный устав современнойРусской православной церкви
Последняя редакция русского Типикона была осуществлена в 1695 при Патриархе Адриане; восходит к изданию Типикона при Патриархе Иоакиме в 1682 году. В настоящее время Типикон издаётся Русской православной церковью под следующим заглавием:

ТИПИКО́Н, си́речь, изображе́ние церко́внаго после́дования во Иерусали́ме святы́я ла́вры преподо́бнаго и богоно́снаго отца́ на́шего Са́ввы.

Со временем многие указания Типикона перестали применяться на практике, хотя попытки возрождения полностью уставного богослужения предпринимались М. Н. Скабаллановичем и др. Скабалланович так писал о Типиконе:

"По отношению к <…> богослужению книга с таким заглавием хочет не столько узаконить его малейшие частности, устраняя в нем всякую свободу отправителей, сколько хочет нарисовать высокий идеал богослужения, который красотою своею вызывал бы всегдашнее невольное стремление к его осуществлению, в полной мере, может быть, и не всегда возможному, как и осуществление всякого идеала, следование всякому высокому образцу. Таков, по существу, и весь Закон Христов, не осуществимый вполне во всей его Небесной высоте, но Божественным величием своим возбуждающий неудержимое влечение в человечестве к его осуществлению <…>— Скабалланович М. Н. Толковый Типикон
На Всероссийском Поместном Соборе 1917—1918 обсуждался вопрос о новой редакции Типикона в Русской церкви, но он остался нерешённым. Богословы XX века призывали уделять большее внимание состоянию души, чем внешнему соблюдению устава. Так, Сергей Фудель писал, что без веры «всякое типиконство есть нечто тягостное, духовно невыносимое», признавая вместе с тем устав «святым оружием духовной борьбы». Сщмч. Иларион Верейский указывал даже на «секту типиконщиков». Протоиерей Александр Мень неоднократно говорил о сходстве Типикона с ветхозаветными книгами.